# Quenes
Quenes (em turco: Hınıs), Quinus (Xinûs) ou Quenus (em armênio: Խնուս; romaniz.: Xnus) é uma cidade e distrito da província de Erzurum, Turquia, na região da Anatólia Oriental. O distrito tem 1 367 km² de área e em dezembro de 2021 tinha 25 480 habitantes (densidade: 18,6 hab./km²). A cidade é povoada predominantemente por curdos. Os monumentos históricos da cidade incluem o castelo e a Mesquita de Ulu (Grande Mesquita), que se diz ter sido construída em 1734 por Aladim, o bei de Muxe.

## Geografia
O distrito, que fica a 150 quilômetros da cidade de Muxe, fica muito perto do historicamente relevante lago Hamurperte. O distrito é cercado pelas montanhas Aque do norte, pelas montanhas Bingol do oeste e sul, e pelas montanhas Hamurperte do sul ao leste. Avizinha dos distritos de Tecmane e Caraiaze ao norte, do distrito de Carachobane ao leste e dos distritos de Varto, Bulaneque e Manzicerta de Muxe ao sul. Além disso, a cidade de Varto fica a apenas 40 quilômetros de Quenes. Quenes é um distrito plano e a planície de Quenes é uma das planícies mais férteis da região. Portanto, a agricultura e a pecuária são as principais fontes de renda do distrito. Possui as mesmas características de Erzurum em termos de clima e natureza. Os invernos são frios e com neve, e os verões são geralmente frescos. Em geral, pode-se dizer que é 5 a 6 °C mais quente que Erzurum.
A planície de Quenes é um planície alta centrada num afluente do rio Murate. Uma cadeia de colinas no sul separa a planície do Murate. O rio Cojassu é a maior fonte de água de Quenes. Ele passa pelo centro do distrito e deságua no Murate no distrito de Bulaneque. No sudoeste, a planície de Quenes é separada da planície de Varto por uma série de colinas e vales íngremes. Ao norte, a cadeia de colinas em forma de pirâmide chamadas Aque são conectadas às montanhas Bingol mais a oeste por um planalto chamado Mengue. O Mengue forma a fronteira noroeste da planície de Quenes; de seus sopés, o monte Supecane é visível sobre as colinas a sudeste. A planície de Quenes consiste em duas faixas distintas e suavemente onduladas que são ocasionalmente interrompidas por colinas baixas. O vale tem solo fértil e historicamente formou um local de reprodução para ovelhas e cavalos. A cidade de Quenes em si fica perto da extremidade superior do vale, numa mesa vulcânica elevada acima da planície circundante. Nesta extremidade, mais de 20 riachos menores se juntam ao rio principal da planície.

## História
A planície de Quenes formou a parte principal do cantão armênio medieval inicial de Varasnúnia. Durante este período (aproximadamente do século IV ao VII), Quenes era provavelmente uma cidade mercantil fortificada. Mais tarde, após a conquista árabe da Armênia, a região foi dividida em vários pequenos principados. Quenes era "quase certamente" a capital de um desses principados, que era chamado de Sermates em fontes gregas. Sermates parece ter coberto o antigo distrito de Varasnúnia, bem como a planície de Varto a sudoeste. Seus governantes eram provavelmente vassalos dos emires cáicidas de Manzicerta. Durante o período da Confederação do Cordeiro Negro, Quenes foi a capital de um pequeno emirado curdo que era vassalo do Principado de Bitlisse, que por sua vez era vassalo dos cordeiros negros. O Emirado de Quenes centrava-se principalmente na planície de Quenes, mas também se estendia ao sul do Murate para incluir o lago Nazique e a área ao redor de Bulaneque. Mais tarde, sob o Império Otomano, Quenes formou um sanjaco do eialete de Erzurum.

## Monumentos

### Castelo
O antigo castelo de Quenes coroa um pequeno promontório rochoso que se projeta acima de uma depressão no meio do planalto. A rocha do castelo só é acessível de um lado, por um "pescoço" elevado que o conecta ao resto do planalto. Este "pescoço" foi o ponto de partida às muralhas que historicamente cercavam a cidade. Apenas algumas torres do castelo permanecem intactas hoje.

### Mesquita
A Mesquita de Ulu fica do penhasco rochoso do castelo e fora da cidade. Data de 1734 e é tradicionalmente atribuído a Aladim, o bei de Muxe que também fortificou Merjimecale na planície de Muxe. A mesquita tem aproximadamente o formato de um cubo, com uma tampa piramidal relativamente pequena coroando o telhado, cercada por oito cúpulas menores. Tem um minarete listrado em preto e branco, no canto noroeste.